# Sky Blue Sky
Sky Blue Sky är Wilcos sjätte studioalbum, utgivet 15 maj 2007.

## Låtlista
Om inte annat anges är låtarna skrivna av Jeff Tweedy.
1. "Either Way" – 3:05
2. "You Are My Face" (Tweedy, Cline) – 4:38
3. "Impossible Germany" (Tweedy, Wilco) – 5:57
4. "Sky Blue Sky" – 3:23
5. "Side with the Seeds" (Tweedy, Jorgensen) – 4:15
6. "Shake It Off" – 5:40
7. "Please Be Patient with Me" – 3:17
8. "Hate It Here" (Tweedy, Wilco) – 4:31
9. "Leave Me (Like You Found Me)" – 4:09
10. "Walken" (Tweedy, Wilco) – 4:26
11. "What Light" – 3:35
12. "On and On and On" (Tweedy, Wilco) – 4:00

### Fotnoter
1. ↑  Deming, Mark. ”Sky Blue Sky”. Allmusic.com. http://www.allmusic.com/album/sky-blue-sky-r1032334. Läst 26 februari 2011.